# 六国化工
安徽六国化工股份有限公司（上交所：600470，英文：Anhui Liuguo Chemical Co.,Ltd.，简称六国化工），是中国上海证券交易所的一家上市公司，公司主要从事磷复肥、精细磷化工、合成氨和甲醇等生产与销售。

## 历史
2000年12月28日由铜陵化学工业集团发起成立，2004年3月5日在上海证券交易所挂牌上市。
2016年，公司实现营业收入44.57亿元，净利润为-1.25亿元。